# Nikon D50
Pour les articles homonymes, voir D50.
Le Nikon D50 est un appareil photographique reflex numérique fabriqué par Nikon.
Le D50 est un modèle d'entrée de gamme, il comporte un capteur CCD Sony au format DX, mesurant 23,7 mm par 15,6 mm, avec 6,1 millions de pixels effectifs. Il embarque un système autofocus à corrélation de phase Nikon Multi-CAM 900 à 5 éléments. Il est aussi équipé d'un moniteur ACL TFT polysilicium basse température de 2 pouces de diagonale, avec 130 000 pixels. Cet appareil photo utilise une mesure TTL de l'exposition.
Il peut simultanément enregistrer des images NEF et JPEG + Exif 2.2 sur une carte mémoire Secure Digital. Le D50 est alimenté par une batterie rechargeable lithium-ion qui peut prendre 2 000 images avec une charge.
Cet appareil est compatible avec les imprimantes PictBridge et peut prendre jusqu'à 2,5 images par seconde en mode de prise de vues continue (rafale). Le D50 utilise une monture F pour le couplage des objectifs au boîtier. Il pèse 620 g avec la batterie (qui pèse 80 g).

## Marché
Le D50 a été dévoilé le 20 avril 2005. Les premières ventes datent de juin 2005 environ. Les prix publics conseillés étaient de 750 $ US pour le boîtier nu, et 899 $ avec un nouvel objectif 18-55 mm f/3.5-5.6 G AF-S DX. Un double kit D50 sortit simultanément ; il comprenait l'objectif 18-55 mm ainsi qu'un 55-200 mm f/4-5.6 G AF-S DX. Les principaux boîtiers concurrents sont le Canon EOS 350D, les multiples Pentax *ist DS, le Konica Minolta Dynax 5D, et le Olympus E-300.
Comme pour le Nikon D70 (duquel dérive en grande partie le D50) et le Canon EOS 300D (prédécesseur du 350D), la compétition est intense entre les possesseurs de D50 et de Canon 350D : les fans du D50 évoquent sa prise en main, sa qualité de fabrication et son ergonomie en tant qu'arguments d'achat. Selon eux, les modèles concurrents ne procureraient pas le même sentiment « rassurant », ou bien seraient trop petits (particulièrement pour le Canon et les Pentax). Les possesseurs du Canon 350D/Rebel XT avancent quant à eux la meilleure résolution du Rebel XT, et pensent du bien au contraire de son gabarit et de sa finition.
Le populaire site internet Digital Photography Review, qui évalue régulièrement les appareils photos des principaux fabricants, donne une excellente note au D50, et mentionne le plus faible bruit de son capteur par rapport à celui du D70s dont il dérive, et ce sans pour autant sacrifier d'autres caractéristiques importantes pour abaisser les coûts. À noter cependant que ce faible bruit numérique est probablement davantage dû aux nouveaux algorithmes de réduction de bruit intégrés, plus agressifs que ceux du D70s. La contrepartie possible serait une perte de détails ou un plus faible contraste. Le lecteur est encouragé à se forger sa propre opinion à partir de photographies.